# マゼラン諸島
マゼラン諸島（マゼランしょとう）は、フィリピン海にあると主張された島々の総称。実在しない島（疑存島）が多数含まれている。沖ノ鳥島や大東諸島などがあるフィリピン海は島の少ない海域として知られているが、海域を埋め尽くすように数多くの島があったとされている。諸島名は探検家のフェルディナンド・マゼランに因む。実在しない島のほとんどは、実在する島が様々な事情から地図上の誤った場所に記載されたことによる。
マゼラン諸島は、伊豆諸島の青ヶ島を北端、北緯10度を南端、東経125度付近を西端、東経150度を東端とする。その東隣すなわち、東経150度を西端、東経180度を東端とする海域にも、アンソン諸島など、マゼラン諸島同様に実在しなかった島が多数知られ、実在したのは南鳥島、ウェーク島など少数であった。
1857年、イギリス海軍水路部は太平洋の海図から123もの島々を削除した（ただし、これらのうち3つは実在することが明らかになった）が、20世紀初頭頃までは実在しないマゼラン諸島の島が記載された地図が出版され、1922年にイギリスで発行された『タイムズ世界測量地図帳』（en:Times Atlas of the World）には様々な島名が挙げられている。

## マゼラン諸島に含まれる島

### 実在する島
- 伊豆諸島のうち南島（現在の青ヶ島）
- 小笠原群島すべて
- 大東諸島
- ダグラス礁（現在の沖ノ鳥島）

### 実在しない島
中ノ鳥島
別名ガンジス島。北緯30度05分・東経154度02分にあったとされる島である。1907年に山田禎三郎が発見し、上陸して測量を試みたとされている。1908年に日本領に編入されたが、その後は誰ひとり存在を確認できず、1946年に地図から抹消された。
ロス・ジャルディン諸島
別名マーシャル諸島（実在するマーシャル諸島とは異なる）。北緯21度37分・東経151度31分付近にあったとされる島であり、1972年11月までは海図に記されていた。南鳥島の南西約390キロメートル、マリアナ諸島のパハロス島の東約700キロメートルの地点であった。1528年、北太平洋の横断途中であったスペインのアルバロ・デ・サアベドラ・セロンによって発見され、16世紀半ばや18世紀後半にもこの諸島についての報告が残されているが、1933年にアメリカ海軍の測量艦が行った捜索では島々を発見することができなかった。その後、音響測深によって海底2,050メートルを頂点とする海山が発見されたが、かつて存在した島々が海中に沈没した痕跡である可能性は地質学者によって否定されている。
アブレオジョス島
別名ラングデイル島。北緯23度10分0秒・東経129度25分45秒付近にあったとされる島であり、1924年9月まで海図に記されていた。沖縄本島の南南東約370キロメートル、奄美大島の南550キロメートル、沖大東島の南西約230キロメートルの地点であった。1543年、スペインのベルナルド・デ・ラ・トーレが発見し、1904年にイギリスの汽船によって再発見されたが、その後は目撃が途絶えた。沖大東島そのものである可能性が高いとされる。
イキマ島
北緯24度25分30秒・東経125度28分にあったとされる島であり、1906年8月まで海図に記されていた。宮古島の南約33キロメートルの地点であった。1721年、清朝の康熙帝によって琉球国に派遣された徐葆光は『中山伝言録』に「[伊奇麻]訳伊喜間。在太平山東南。」（イキマ島という島が宮古島の東南にある）と記し、1751年にはフランス人のイエズス会士アントワーヌ・ゴービルによって『イエズス会士書簡集』にイキマ島が記された。しかし、徐葆光が記したイキマ島は宮古島の北西に実在する池間島のことであり、実在する池間島と実在しないイキマ島が地図上で共存していた時代もあった。1897年製図（1909年発行）の『東亜輿地図』には東西に細長い島として描かれている。イキマ島があるとされた付近の水深は1,000メートル以上あり、地殻変動などによって島が水没したとする可能性は否定されている。
グランパス島
別名セバスティアン・ロボス島。北緯25度10分・東経146度48分にあったとされる島であり、1900年まで海図に記されていた。硫黄島の東約550キロメートル、南鳥島の西約730キロメートルであった。1788年にイギリスのジョン・ミーアズが発見したが、1890年代の調査では確認できなかった。19世紀末には民間人から日本海軍の船艦までがグランパス島の捜索を試みている。
ビショップ岩
大東諸島近海にあったとされる。
ドロレス島
沖ノ鳥島と大東諸島の中間付近、沖大東海嶺にあったとされる。
ムーア島
伊豆・小笠原海溝の東側にあったとされる。
フォルファナ島
母島の南東、小笠原海台にあったとされる。
これら以外にも数多くの実在しない島が海図などに記載されていた。